# Агостинелли, Донателла
Донате́лла Агостине́лли (итал. Donatella Agostinelli, род. 3 апреля 1974, Ези, Марке) — итальянский политик, депутат Палаты депутатов Италии от Движения пяти звёзд.

## Биография
Родилась 3 апреля 1974 года в Ези, ныне проживает в Монсано. Окончила классический лицей и университет Камерино, бакалавр криминологии (специалист по плагиату), защитила дипломную работу на тему манипуляции общественным сознанием. 
19 марта 2013 года по итогам парламентских выборов избрана в Палату депутатов Италии от XIV избирательного округа Фриули—Венеция Джулия от Движения пяти звёзд. 
Член II комиссии (по юстиции) с 7 мая 2013 года и Парламентской комиссии по расследованию смерти военного Эмануэле Шери с 15 марта 2016 года.
4 марта 2018 года победила на парламентских выборах в Сенат Италии от 1-го одномандатного округа региона Марке, от Движения пяти звёзд.